# ロレッタ (小惑星)
ロレッタ (1939 Loretta) は、小惑星帯に位置する小惑星である。チャールズ・トーマス・コワルが1974年にパロマー天文台で発見した。ただし、正式な発見にあたらない観測記録は1934年にまで溯る。
発見者の娘に因んで名付けられた。